# Arnulf Øverland

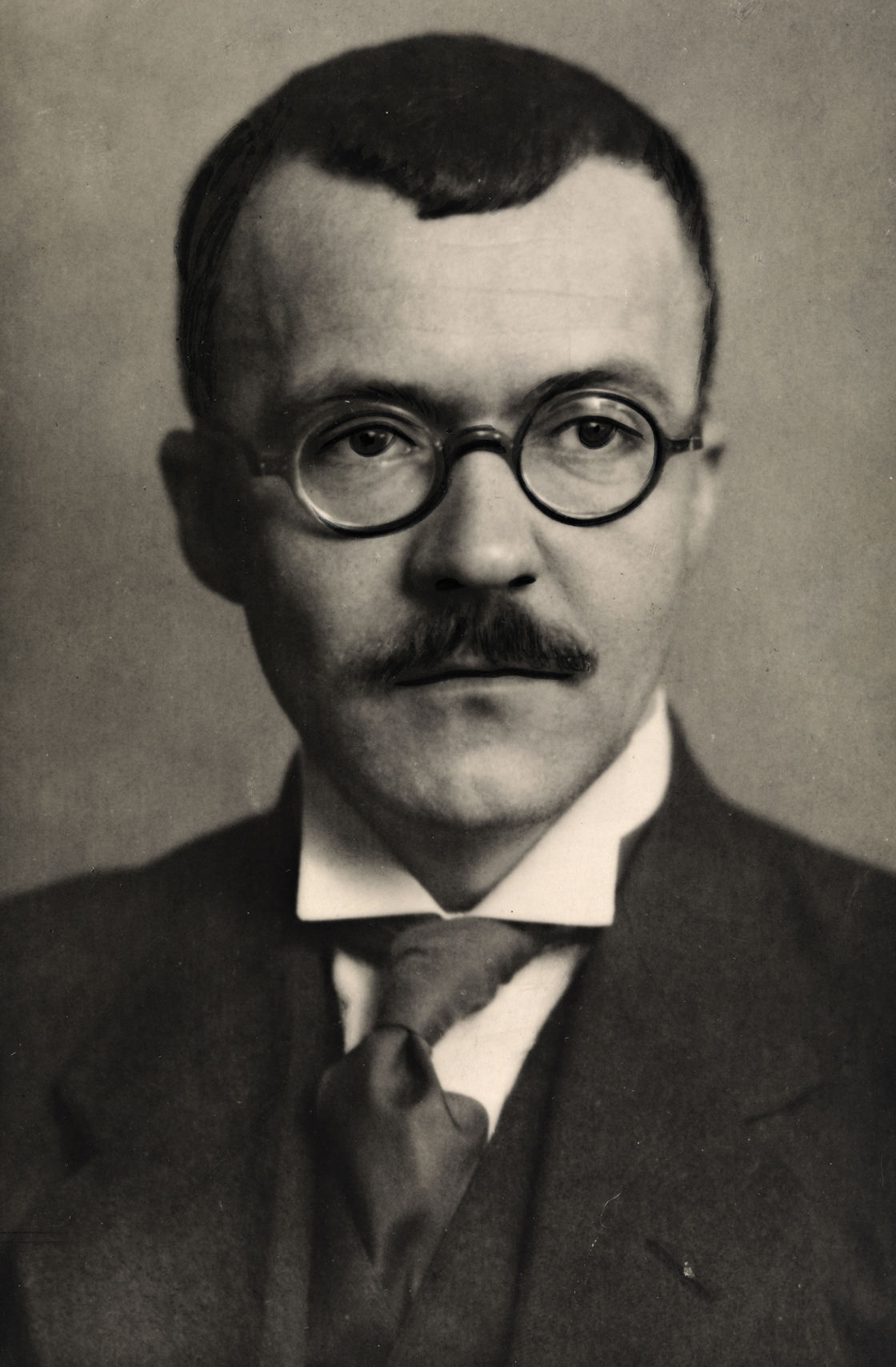
Arnulf Øverland auf einer Postkarte aus der Sammlung des Nasjonalbiblioteket.

Ole Peter Arnulf Øverland (* 27. April 1889 in Kristiansund; † 25. März 1968 in Oslo) war ein norwegischer Schriftsteller. Des Weiteren war er als Maler und Übersetzer tätig.

## Leben
Øverland wuchs als mittlerer von drei Brüdern zunächst in Bergen auf, ehe die Familie nach Oslo zog. Sein älterer Bruder und sein Vater starben 1905 und 1906 an Tuberkulose.
1907 schrieb er sich als Absolvent der Oslo katedralskole an der Universität an Oslo ein, wo er Philologie studierte. Sein Studium schloss er jedoch nicht ab. Stattdessen las er unter anderem Strindberg, beschäftigte sich mit der Malerei und schrieb. 1910 wurden seine Bilder erstmals ausgestellt, im folgenden Jahr erschien sein erster Gedichtband Den ensomme fest. 1911 erkrankte Øverland ebenfalls an Tuberkulose und kam in eine Klinik nach Kongsvinger. Er überlebte die Krankheit.
Seine frühen Veröffentlichungen waren nur mäßig erfolgreich. Øverland betätigte sich als Kunstkritiker für verschiedene Zeitungen. Als solcher verriss er regelmäßig die Werke von Künstlern wie Pablo Picasso, da er moderner Kunst nichts abgewinnen konnte. Auch in literarischen Debatten wandte er sich gegen moderne Entwicklungen.
In den 1930er Jahren gehörte Øverland zu der sozialistischen Intellektuellengruppe Mot Dag und war u. a. mit den damals in Norwegen lebenden Exilanten Willy Brandt und Wilhelm Reich befreundet. Øverland positionierte sich gegen die Ideologie des Nationalsozialismus, lehnte aber ab der Zeit des Großen Terrors auch das totalitäre System der Sowjetunion zunehmend ab. In dieser Zeit veröffentlichte er auch mehrere Schriften, in denen er sich gegen religiösen Fundamentalismus wendete. Besonders der konservative Theologe Ole Hallesby wurde von ihm scharf kritisiert. 1933 kam es zu einem Prozess wegen damals strafbarer Gotteslästerung, der jedoch mit einem Freispruch endete.
Während der deutschen Besetzung Norwegens kam er als politischer Gefangener 1941 zuerst in das Internierungslager Grini und im folgenden Jahr in das Konzentrationslager Sachsenhausen. Der berühmte schwedische Geograph und Reiseschriftsteller Sven Hedin, der gute Beziehungen zu hochrangigen Offiziellen des NS-Regimes unterhielt, setzte sich für seine Freilassung ein, konnte sie aber nicht erreichen. Erst zum Ende des Krieges 1945 wurde Øverland befreit.
Arnulf Øverland machte sich u. a. als Anwalt der inoffiziellen Sprachform Riksmål einen Namen. Er kämpfte gegen die Bestrebungen, die norwegische Sprache zu verändern und als Samnorsk zu vereinheitlichen. Zwischen 1947 und 1956 war er Vorsitzender des Riksmålsforbundet.
Ein bekanntes Gedicht von Øverland ist das 1937 erschienene »Du må ikke sove« (Du darfst nicht schlafen).
Nach ihm ist die Øverlandnosa benannt, ein Hügel in der Antarktis.

## Werk
Øverland verfasste hauptsächlich Lyrik, aber auch zwei Theaterstücke sowie Kurzgeschichten, die in drei Bänden erschienen. In den 1930er-Jahren übersetzte er mehrere Werke von Hans Fallada ins Norwegische, später auch Pär Lagerkvists Erzählung Bödeln (Der Henker). Zwei Shakespeare-Übertragungen von Øverland wurden erst postum aufgeführt.
Die Dichtkunst Øverlands ist von einfacher Sprache gekennzeichnet. Häufig verwendete er Motive aus der Bibel, aber auch der norwegischen Folklore. Klare Metrik und Reime sind in Øverlands Werken stets präsent, moderne Entwicklungen lehnte er ab. Als wichtiger Einfluss wird regelmäßig August Strindberg genannt.